# Duesenberg

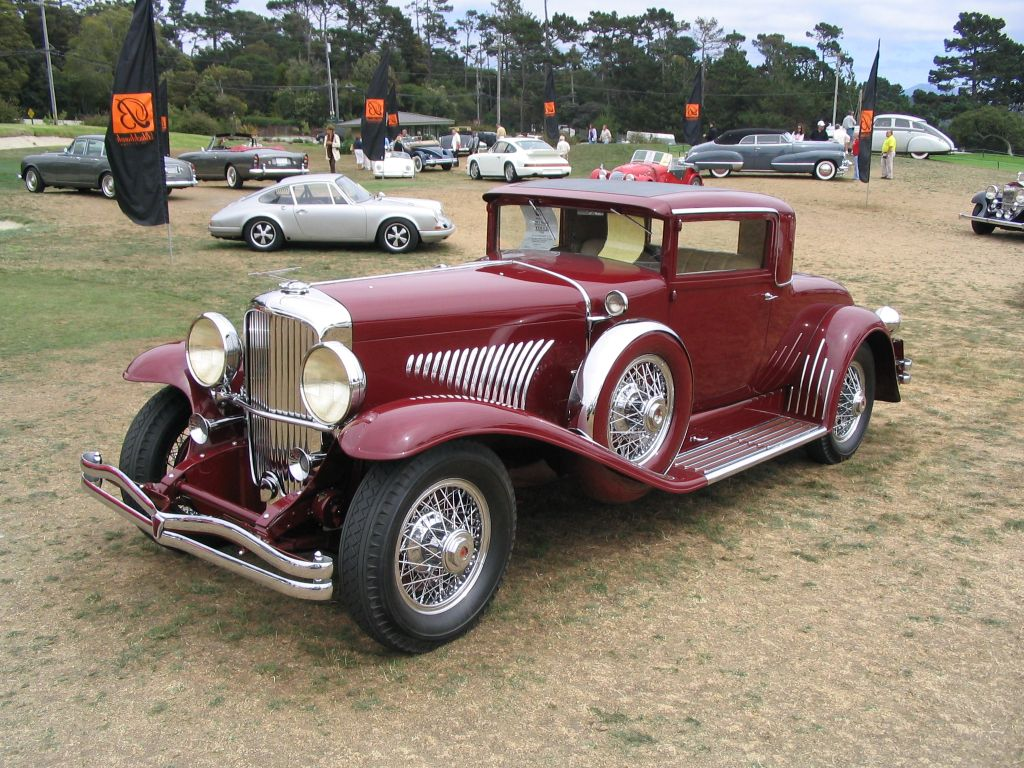
Duesenberg J Judkins (1930)

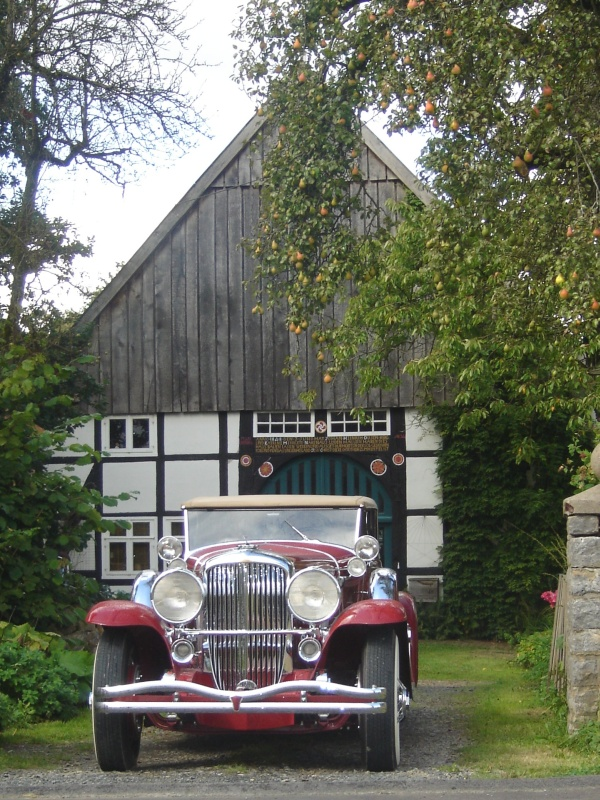
Duesenberg J Murphy Convertible Coupe (1929) před rodným domem bratrů Duesenbergových v Kirchheide 3. září 2007

Duesenberg byla značka luxusních automobilů vyráběných americkou společností Duesenberg Motor Company v letech 1913–1937.

## Historie
Bratři Friedrich (Fritz, později Frederick, Fred; 1876–1932) a August Duesenberg (1879–1955) se narodili v německé obci Kirchheide v tehdejším knížectví Lippe. Jejich matka ovdověla a v roce 1885 i s jejich čtyřmi sourozenci odjela do USA.
V roce 1897 založili August a Fred firmu vyrábějící jízdní kola; Fred byl také aktivní závodník, mimo jiné vytvořil dva světové rekordy. V roce 1900 začali experimentovat se benzínovými motory a stavět motocykly. Od roku 1902 se Fred věnoval konstrukci automobilů. O rok později vznikl jeho první závodní vůz. V roce 1906 bratři s požadavkem na výrobu automobilu získali peníze od právníka z Iowy Edwarda Masona. Magnát Fred Maytag koupil 60 procent firmy. Vznikla tak Mason-Maytag Motor Car Company se sídlem ve Waterloo v Iowě. Maytag ani Mason však nebyli v tomto podnikání zkušení a firma zanikla. Duesenbergové přesídlili do St. Paul v Minnesotě a tam v roce 1913 vznikla Duesenberg Automobile & Motors Company. Ta se zabývala výrobou motorů a závodních vozů. Nejprve společně vyvinuli čtyřválcový, potom osmiválcový motor s objemem 4,3 l o výkonu 90 koní.
Během první světové války dodávala společnost DMC lodní a letecké motory pro britské a později i francouzské ozbrojené síly. Po válce se firma samozřejmě vrátila k výrobě automobilů. Mimo úspěchů na okruhu Indianapolis dosáhl Duesenberg 1920 světového rekordu 251 km/h a v roce 1921 také zvítězil v závodě 24 hodin Le Mans.
V roce 1926 převzala Duesenberg firma Auburn, vozy však byly vyráběny pod původní značkou.

## Automobily
- 1921–1927: Duesenberg Model A (~650)
- 1926–1927: Duesenberg Model X (13)
- 1927–1927: Duesenberg Model Y (1)
- 1929–1937: Duesenberg Model J (435)
- 1932–1937: Duesenberg Model SJ (36)
- 1933–1936: Duesenberg Model SSJ (2)